# LTE
LTE (angleško Long Term Evolution) (slovensko Evolucija na daljši rok) je standard na področju mobilnih telekomunikacij, ki ga definira organizacija 3GPP. Predstavlja nadgradnjo obstoječih tehnologij UMTS in HSPA.
Čeprav LTE pogosto označujejo kot četrto generacijo mobilnih omrežij (4G), ne ustreza originalni definiciji 4G, kot jo je sprva zasnovala organizacija ITU, zato je LTE bolj primerno opredeliti kot predhodnika prave 4G. ITU je kljub temu s posebno izjavo dovolil označbo 4G tudi za LTE in nekatere druge predhodnike prave 4G. Pravi 4G bo na voljo šele s standardom LTE Advanced.
Poglavitna prednost LTE je v doseganju večjih hitrosti, ki naj bi teoretično dosegale 326,4 Mbit/s v smeri proti uporabniku in 86,4 Mbit/s v nasprotni smeri. LTE bo tudi zmanjšal zaostanek signala (latenco), ki bo za majhne IP pakete znašal manj kot 5 ms. Gre za izključno paketno omrežje, saj v standardu ni definiran prenos govora. To je trenutno rešeno s pomočjo iniciative VoLTE.
Prvo komercialno dostopno omrežje LTE je postavil operater TeliaSonera v Stokholmu in Oslu decembra 2009. LTE lahko deluje na različnih frekvencah, med drugim na 700 MHz (ZDA), 800 MHz, 1800 MHz in 2600 MHz. Njegovo lansiranje je zato odvisno tudi od razpoložljivosti ustreznih frekvenc.
V Sloveniji je bilo prvo LTE omrežje na voljo v letu 2013.